# John Gilroy
John Gilroy est un monteur et producteur. Il est le fils de l'écrivain Frank D. Gilroy, le frère jumeau de Dan Gilroy, scénariste, et le frère de Tony Gilroy, réalisateur.

## Filmographie

### Comme monteur
- 1989 : The Luckiest Man in the World (+ producteur)
- 1993 : Who's the Man?
- 1995 : Billy Madison
- 1997 : A Bedtime Story
- 1999 : Libres comme le vent (Tumbleweeds)
- 1999 : Game Day
- 2000 : Table One
- 2000 : Shadow Magic
- 2001 : Last Ball
- 2002 : Narc
- 2002 : The Perfect You
- 2002 : The Hire: Ticker
- 2004 : Miracle
- 2004 : Suspect Zero
- 2005 : Chassé-croisé à Manhattan (Trust the Man)
- 2008 : Le Prix de la loyauté (Pride and Glory) de Gavin O'Connor
- 2011 : Warrior de Gavin O'Connor
- 2012 : Jason Bourne : L'Héritage (The Bourne Legacy) de Tony Gilroy
- 2014 : Night Call (Nightcrawler) de Dan Gilroy
- 2017 : L'Affaire Roman J. (Roman J. Israel, Esq.) de Dan Gilroy